# Phyllanthus salesiae
Phyllanthus salesiae är en emblikaväxtart som beskrevs av M.J.Silva. Phyllanthus salesiae ingår i släktet Phyllanthus och familjen emblikaväxter. Inga underarter finns listade i Catalogue of Life.